# Catedral de Santa Gema Galgani (Ketapang)
La Catedral de Santa Gema Galgani o simplemente Catedral de Ketapang (en indonesio: Katedral Santa Gemma) es el nombre que recibe un edificio religioso afiliado a la Iglesia católica que se encuentra ubicado  justo en la desembocadura del río Pawan en la ciudad de Ketapang en la regencia del mismo nombre en la provincia de Kalimantan occidental en el isla de Borneo al norte del país asiático de Indonesia.
El nombre de la iglesia honra a una religiosa y mística pasionista italiana, venerada como santa por la Iglesia católica, Gemma Galgani. Además del sacerdote local también trabajar allí los hermanos de la Congregación de la Bienaventurada Virgen María de la Inmaculada Concepción, que gestionan un albergue. También hay dos congregaciones de monjas que administran un dormitorio que incluyen a las hermanas agustinas. El edificio actual se encuentra  detrás de la antigua iglesia que fue bendecida el 10 de junio de 1962. El edificio de la antigua iglesia fue convertido en una estructura de usos múltiples de la diócesis.
El templo sigue el rito romano o latino y es la iglesia madre de la diócesis de Ketapang (Dioecesis Ketapangensis o Keuskupan Ketapang) que empezó como prefectura apostólica en 1954 y fue elevada a su actual estatus en 1961 mediante la bula "Quod Christus" del papa Juan XXIII.
Se encuentra bajo la responsabilidad pastoral del Obispo Pius Riana Prapdi.